# Angola (Indiana)
 For alternative betydninger, se Angola (flertydig). (Se også artikler, som begynder med Angola)
Angola er en by i delstaten Indiana i USA. Byen er administrativs centrum i Steuben County og havde ved folketællingen i 2010 8.612 indbyggere.
Angola blev grundlagt af Thomas Gale og Cornelius Gilmore den 28. juni 1838 og er hjemsted for Trine University.